# Гулбаги
Гулбаги (груз. გულბაღი) — село в Грузии, на территории Марнеульского муниципалитета края (мхаре) Квемо-Картли.

## География
Село находится в юго-восточной части Грузии, на северном склоне Сомхетского хребта, вблизи государственной границы с Арменией, на расстоянии приблизительно 26 километров (по прямой) к юго-западу от города Марнеули, административного центра муниципалитета. Абсолютная высота — 665 метров над уровнем моря.

## Население
По результатам официальной переписи населения 2014 года в Гулбаги проживало 245 человек (123 мужчины и 122 женщины). В национальной структуре населения армяне составляли 99,6 %.
| Год  | Население, человек |
| ---- | ------------------ |
| 2002 | 273                |
| 2014 | ↘ 245              |